# Gorgonia crinita
Gorgonia crinita is een zachte koraalsoort uit de familie Gorgoniidae. De koraalsoort komt uit het geslacht Gorgonia. Gorgonia crinita werd in 1855 voor het eerst wetenschappelijk beschreven door Valenciennes. 